# رابرت گیلپین
رابرت گیلپین (به انگلیسی: Robert Gilpin) (زاده ۲ ژوئیه ۱۹۳۰ - درگذشته ۲۰ ژوئن ۲۰۱۸) پژوهشگر اقتصاد سیاسی بین‌المللی و استاد سیاست و امور بین‌الملل در دانشکده امور عمومی و بین‌المللی وودرو ویلسون دانشگاه پرینستون بود.
تخصص گیلپین در اقتصاد سیاسی بین‌الملل و روابط بین‌الملل، به ویژه در مقوله روابط اقتصادی بین دولت‌ها بود. وی هم چنین در خصوص تأثیر شرکت‌های چند ملیتی در استقلال دولت‌ها و روابط بین آن‌ها مطالعه کرد. به لحاظ نظم و نحله علمی، گیلپین اصولاً رئالیست (بر پایه مرکانتالیسم) و با عناصر لیبرالی و مارکسیستی بود و کارهایش در کنار صاحب نظرانی مانند کرسنر، هانس مورگنتا، استرنج و ای. دبلیو کار قرار می‌گیرد.
او در ۲۰ ژوئن ۲۰۱۸ درگذشت. مهم‌ترین کتاب گیلپین کتاب جنگ و تغییر در سیاست جهان است که به فارسی ترجمه شده و توسط نشر مخاطب منتشر گریده است.